# پپتیدهای ضدمیکروب

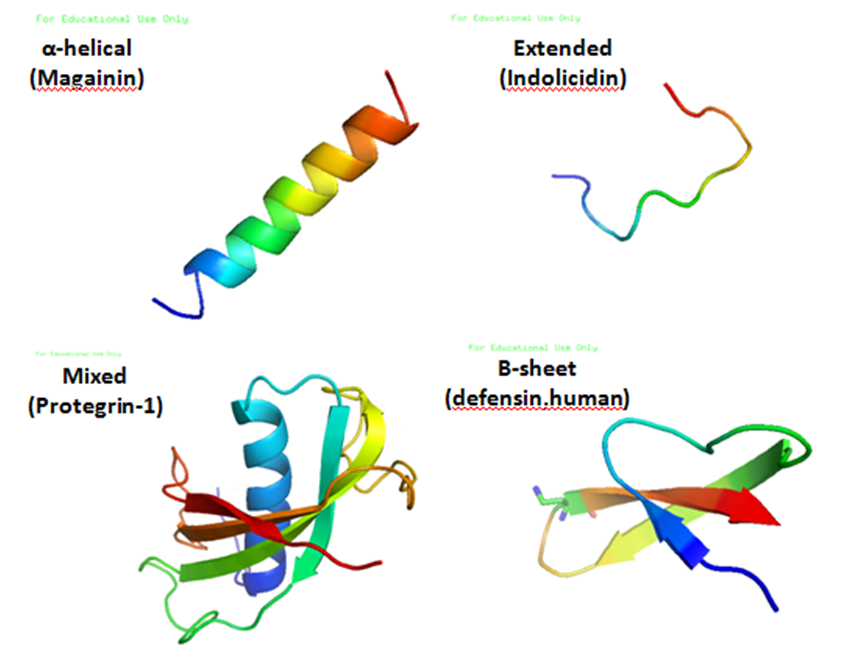
پپتیدهای پادمیکرب

پپتیدهای پادمیکرب یا آنتی‌مایکروبیال پپتاید (به انگلیسی: Antimicrobial peptide)

## ساختار
پپتیدهای پادمیکرب پروتئین‌های کوچکی با طولی در حدود بین ۱۲ تا ۵۰ اسید آمینه هستند (اگرچه پروتئین‌های بزرگ‌تری با خواصی مشابه مثل لیزوزیم هم عموماً در دستهٔ پپتیدهای پادمیکروب طبقه‌بندی می‌شوند).
پپتیدهای پاد میکروب (پپتیدهای میزبان دفاعی) به عنوان سازنده های محافطتی ایمنی در بدن عمل میکنند. این نوع پپتیدها به عنوان یک سری آنتی بیوتیک که تاثیر درمانی دارند عمل میکنند. آنها توانایی از بین بردن باکتری‌های Gram-negative ,Gram-positive, ویروس‌ها ,Mycobacteria (شامل mycobacterium tuberculosis), قارچ‌ها و حتی سلول‌های سرطان زا را دارند. برخلاف اغلب آنتی بیوتیک‌های معمولی، پپتیدهای ضد میکروب به عنوان immunomodulators عمل می‌کنند که توانایی افزایش سیستم ایمنی بدن را دارند.
علاوه بر این، برخی محققان با استفاده از فناوری مهندسی ژنتیک توانسته اند پپتیدهای ضدمیکروبی موثرتری را تولید کنند. پپتید ضد میکروبی cLF36 یک پپتید به دست آمده از شیر شتر است که با روشهای فناوری زیستی به صورت نوترکیب ساخته شده و دارای توانایی بالا برای از بین بردن عفونت های باکتریایی (کلستریدیوم، سالمونلا، اشریشیا کلی و ...) و ویروسی (هپاتیت، آنفلوانزا) است.

## منبع
- ترجمه ویکی‌پدیای انگلیسی (۵ فوریه ۲۰۰۸)
- Antimicobial Peptides

1. ↑  Daneshmand, Ali; Kermanshahi, Hassan; Sekhavati, Mohammad Hadi; Javadmanesh, Ali; Ahmadian, Monireh (2019-10-02). "Antimicrobial peptide, cLF36, affects performance and intestinal morphology, microflora, junctional proteins, and immune cells in broilers challenged with E. coli". Scientific Reports. 9 (1): 14176. doi:10.1038/s41598-019-50511-7. ISSN 2045-2322. PMC 6775057. PMID 31578353.
2. ↑  Tahmoorespur, Mojtaba; Azghandi, Marjan; Javadmanesh, Ali; Meshkat, Zahra; Sekhavati, Mohammad Hadi (2020-09-01). "A Novel Chimeric Anti-HCV Peptide Derived from Camel Lactoferrin and Molecular Level Insight on Its Interaction with E2". International Journal of Peptide Research and Therapeutics (به انگلیسی). 26 (3): 1593–1605. doi:10.1007/s10989-019-09972-7. ISSN 1573-3904.
3. ↑  Tanhaiean, Abass; Azghandi, Marjan; Razmyar, Jamshid; Mohammadi, Elyas; Sekhavati, Mohammad Hadi (2018-09-01). "Recombinant production of a chimeric antimicrobial peptide in E. coli and assessment of its activity against some avian clinically isolated pathogens". Microbial Pathogenesis. 122: 73–78. doi:10.1016/j.micpath.2018.06.012. ISSN 0882-4010.